# Dél-Írország
Dél-Írország (ír nyelven: Deisceart Éireann) az Ír-szigeten létrejött nagyobbik államalakulat volt 1920 és 1922 között. A 32 megyéből 26 feküdt a területén, a maradék hat alkotja a mai Észak-Írországot. Ugyanakkor Dél-Írországhoz tartozott Donegal megye is, amely a legészakibb fekvésű megye az Ír szigeten. az 1920-as, Írországgal kapcsolatos törvény 1921. május 3-án lépett érvénybe, amely szerint az ír szigeten két önálló kormányzattal rendelkező terület jött létre, mindegyik önálló parlamenttel és kormányzati szervekkel, valamint mindkét terület a brit monarchia része maradt. A törvény ezek mellett még szabályozta a két terület közötti együttműködést és egy lehetséges egyesülést is. Az 1921-es választást a Sinn Féin republikánus párt nyerte meg, a 128 mandátumból 124-et. A maradék négyet szabad unionisták kapták meg. Ezalatt északon az Ulsteri Unionista Párt győzedelmeskedett, a Sinn Féin csak a szavazatok 11%-át szerezte meg. Észak és dél közötti pártkülönbség miatt az észak-déli országgyűlés csak 1921. augusztus 16-án alakult meg, habár a déli parlament csak egyetlen egyszer ült össze. 1922. december 5-ig ideiglenes kormány vezette Dél-Írországot, majd másnap, az új szerződés aláírásakor kikiáltották az Ír Szabadállamot.

## Története
Az 1920-as szerződés elfogadásakor Írország kettészakadóban volt, az unionisták a brit monarchiában való maradást, míg a nacionalisták a függetlenséget támogatták, a törvény erre a problémára hivatott megoldást adni. A nacionalisták fő érve az írek alacsony képviselete volt a brit kormányban és parlamentben, míg az unionisták attól tartottak, hogy egy nacionalista, elszakadáspárti kormány olyan adókat és törvényeket vezetne be, amelyek hátrányosan érintenék az északkeleti, nagyrészt protestánsok által lakott és iparilag fejlett területeket. Emellett a katolikus többségtől is tartottak, mivel akkor a protestánsok szorultak volna ki a törvényhozásból. A két párt közötti feszültség tovább nőtt, amikor Németország nyilvánosan támogatta a nacionalistákat fegyverszállítmánnyal, mire mind északon, mind délen önkéntes seregeket szerveztek, amelyek működését is lehetővé tette az 1920-as törvény. A protestáns és katolikus csoportok közötti feszültséget végül az Ír-sziget kettéosztásával kívánták enyhíteni, noha mind a két Írország a brit korona uralma alatt maradt 1937-ig, amikor létrejött a független Ír Köztársaság.

## Kormányzata
Az 1920. december végén elfogadott szerződés értelmében Dél-Írországban az alábbi kormányzati szervek kezdték meg működésüket:
- Dél-Írország parlamentje, amely kétkamarás, a Szenátus alkotta a felsőházat, míg a Képviselőház az alsóházat;
- Dél-Írország kormánya;
- Dél-Írország Legfelsőbb Bírósága;
- Dél-Írország fellebbviteli bírósága;
- Őfelsége Legfelsőbb Bírósága Dél-Írországban.

Azt is tervezték, hogy Dél-Írország az alábbi kormányzati intézményeket osztotta volna meg Észak-Írországgal:
- Írország kormányzója – ez a cím csak Dél-Írország fennállásáig, 1922. december 6-ig létezett
- Írország Tanácsa – 1925-ig létezett, valójában Észak- és Dél-Írország közös parlamentjeként működött volna
- Írország fellebbviteli bírósága – csupán néhány peres ügyben hozott döntést,[8] mielőtt kikiáltották az Ír Szabadállamot.